# Hedi Flitz
Hedi Flitz, geborene Müller (* 22. Februar 1900 in Bad Ems; † 19. Oktober 1994 in Wilhelmshaven) war eine deutsche Politikerin (FDP).

## Leben und Beruf
Nach dem Abitur 1919 an der Städtischen Studienanstalt der realgymnasialen Richtung zu Cassel, der Hedi Flitz auch in den folgenden Jahren verbunden war, nahm Flitz ein Studium der neueren Sprachen an der Philipps-Universität Marburg, Universität zu Köln, Albert-Ludwigs-Universität Freiburg und Universität Mannheim auf, das sie 1924 mit der Promotion zum Dr. phil. beendete. Von 1926 bis 1933 war sie ehrenamtlich in der überparteilichen staatsbürgerlichen Frauenarbeit tätig. Nach dem Zweiten Weltkrieg setzte Flitz ihre ehrenamtliche Tätigkeit in der Frauenarbeit fort, war von 1952 bis 1956 Landesvorsitzende und seit 1958 stellvertretende Bundesvorsitzende des Deutschen Frauenrings. Von 1958 bis 1973 amtierte sie als Vizepräsidentin der International Alliance of Women. In dieser Funktion klagte sie auf einer Tagung 1963, dass in der Bundesrepublik „aus optischen Gründen ... die Listen hin und wieder durch eine ‚Konzessionsfrau‘ aufgelockert.“ würden.

## Partei
Flitz trat 1954 der FDP bei und wurde später zur stellvertretenden Landesvorsitzenden der FDP Niedersachsen gewählt.

## Abgeordnete
Flitz war von 1956 bis 1976 Ratsmitglied der Stadt Wilhelmshaven. Bei der Bundestagswahl 1961 wurde sie über die Landesliste der FDP Niedersachsen in den Deutschen Bundestag gewählt, dem sie bis 1965 angehörte. Vom 16. Januar 1962 bis 3. November 1964 war sie Ersatzdelegierte und vom 3. November 1964 bis 24. Januar 1966 war sie ordentliche Delegierte für die Beratende Versammlung des Europarates.

## Ehrungen
- 1969: Verdienstkreuz 1. Klasse der Bundesrepublik Deutschland